# Discobola epiphragmoides
Discobola epiphragmoides är en tvåvingeart som först beskrevs av Edwards 1933.  Discobola epiphragmoides ingår i släktet Discobola och familjen småharkrankar. Inga underarter finns listade i Catalogue of Life.